# Чемпионат России по плаванию на короткой воде 2024
Чемпионат России по плаванию на короткой воде 2024 прошёл с 20 по 26 ноября в Санкт-Петербурге в центре водных видов спорта «Невская волна». Было разыграно 48 комплектов медалей.
Чемпионат стал отборочным к чемпионату мира в Будапеште 2024 года, спортсмены узнали об этом только в первый день соревнований. Согласно правилам World Aquatics, на каждой дистанции сможет стартовать только один российский спортсмен в нейтральном статусе, прошедший предварительный отбор. Квалификационный норматив на чемпионат мира выполнили 28 спортсменов: Юлия Ефимова, Евгения Чикунова, Кирилл Пригода, Роман Акимов, Елизавета Агапитова, Виктория Блинова, Илья Бородин, Алина Гайфутдинова, Софья Дьякова, Дмитрий Жаворонков, Александр Жигалов, Дарья Клепикова, Олег Костин, Егор Корнев, Савелий Лузин, Мирон Лифинцев, Кирилл Мартынычев, Ксения Мишарина, Дмитрий Савенко, Павел Самусенко, Милана Степанова, Алексей Сударев, Арина Суркова, Дарья Трофимова, Алексей Ткачёв, Роман Шевляков, Александр Щёголев. Андрей Минаков выполнил норматив на этапе Кубка мира в Южной Корее.

## Рекорды
Кирилл Пригода установил рекорд России на дистанции 100 метров брассом — 55,95, Савелий Лузин установил рекорд России на дистанции 800 метров вольным стилем — 7:33,97.

## Медалисты

### Мужчины
| Дисциплины                       | Золото                                                                             | Золото     | Серебро                                                                                  | Серебро  | Бронза                                                                                    | Бронза   |
| -------------------------------- | ---------------------------------------------------------------------------------- | ---------- | ---------------------------------------------------------------------------------------- | -------- | ----------------------------------------------------------------------------------------- | -------- |
| 50 м вольным стилем              | Егор Корнев Санкт-Петербург                                                        | 21,15      | Даниил Марков Новосибирская область                                                      | 21,43    | Егор Юрченко Тюменская область                                                            | 21,48    |
| 100 м вольным стилем             | Егор Корнев Санкт-Петербург                                                        | 45,99      | Климент Колесников Москва                                                                | 46,36    | Дмитрий Жаворонков Самарская область                                                      | 46,69    |
| 200 м вольным стилем             | Роман Акимов Московская обл., Кемеровская обл.                                     | 1:43,03    | Александр Щёголев Санкт-Петербург                                                        | 1:43,54  | Климент Колесников Москва                                                                 | 1:44,10  |
| 400 м вольным стилем             | Савелий Лузин Свердловская область                                                 | 3:40,51    | Роман Акимов Московская обл., Кемеровская обл.                                           | 3:42,48  | Егор Бабинич Новгородская область                                                         | 3:43,17  |
| 800 м вольным стилем             | Савелий Лузин Свердловская область                                                 | 7:33,97 РР | Кирилл Мартынычев Санкт-Петербург                                                        | 7:34,21  | Иван Моргун Волгоградская область                                                         | 7:40,01  |
| 1500 м вольным стилем            | Кирилл Мартынычев Санкт-Петербург                                                  | 14:25,24   | Александр Степанов Московская область                                                    | 14:38,78 | Андрей Филипец Ростовская область                                                         | 14:43,55 |
|                                  |                                                                                    |            |                                                                                          |          |                                                                                           |          |
| 50 м на спине                    | Климент Колесников Москва                                                          | 22,78      | Мирон Лифинцев Санкт-Петербург                                                           | 23,18    | Павел Самусенко Мурманская область                                                        | 23,21    |
| 100 м на спине                   | Климент Колесников Москва                                                          | 49,29      | Мирон Лифинцев Санкт-Петербург                                                           | 49,69    | Павел Самусенко Мурманская область                                                        | 49,76    |
| 200 м на спине                   | Дмитрий Савенко Калужская область                                                  | 1:50,92    | Алексей Ткачёв Санкт-Петербург                                                           | 1:51,48  | Максим Фофанов Санкт-Петербург                                                            | 1:52,78  |
|                                  |                                                                                    |            |                                                                                          |          |                                                                                           |          |
| 50 м брассом                     | Кирилл Пригода Санкт-Петербург                                                     | 25,65      | Илья Шиманович · Беларусь                                                                | 25,73    | Иван Кожакин Магаданская область                                                          | 25,96    |
| 100 м брассом                    | Илья Шиманович · Беларусь                                                          | 55,91      | Кирилл Пригода Санкт-Петербург                                                           | 55,95 РР | Олег Костин Нижегородская область                                                         | 56,24    |
| 200 м брассом                    | Кирилл Пригода Санкт-Петербург                                                     | 2:01,85    | Александр Жигалов Кемеровская область                                                    | 2:01,91  | Михаил Доринов Нижегородская область                                                      | 2:02,77  |
|                                  |                                                                                    |            |                                                                                          |          |                                                                                           |          |
| 50 м баттерфляем                 | Роман Шевляков Санкт-Петербург                                                     | 22,15      | Олег Костин Нижегородская область                                                        | 22,41    | Егор Юрченко Тюменская область                                                            | 22,57    |
| 100 м баттерфляем                | Роман Шевляков Санкт-Петербург                                                     | 49,81      | Пётр Жихарев Москва                                                                      | 50,19    | Михаил Вековищев Калужская область                                                        | 50,29    |
| 200 м баттерфляем                | Александр Харланов Пензенская область                                              | 1:52,43    | Александр Кудашев Самарская область                                                      | 1:52,54  | Егор Павлов Пензенская область                                                            | 1:53,97  |
|                                  |                                                                                    |            |                                                                                          |          |                                                                                           |          |
| 100 м комплекс                   | Климент Колесников Москва                                                          | 51,18      | Михаил Щербаков Ставропольский край                                                      | 53,02    | Дмитрий Савенко Калужская область                                                         | 53,04    |
| 200 м комплекс                   | Илья Бородин Брянская область                                                      | 1:52,75    | Алексей Сударев Санкт-Петербург                                                          | 1:53,50  | Эдуард Валиахметов Татарстан                                                              | 1:54,80  |
| 400 м комплекс                   | Илья Бородин Брянская область                                                      | 3:57,67    | Эдуард Валиахметов Татарстан                                                             | 4:05,21  | Вахтанг Багатурия Москва                                                                  | 4:09,88  |
|                                  |                                                                                    |            |                                                                                          |          |                                                                                           |          |
| Эстафета 4×50 м вольным стилем   | Санкт-Петербург-1 Роман Шевляков Кирилл Пригода Даниил Косенков Александр Щёголев  | 1:25,68    | Красноярский край-1 Степан Михайличенко Никита Григорьев Юрий Бибиков Кирилл Василовский | 1:26,77  | Москва-1 Владислав Гринёв Максим Анищенко Андрей Жилкин Александр Назарчук                | 1:27,06  |
| Эстафета 4×100 м вольным стилем  | Санкт-Петербург-1 Егор Корнев Даниил Косенков Алексей Павлов Александр Щёголев     | 3:08,07    | Москва-1 Климент Колесников Владислав Гринёв Пётр Жихарев Илья Захариков                 | 3:09,98  | Новосибирская область-1 Даниил Марков Максим Абловацкий Андрей Ерёмин Арсений Десятов     | 3:11,72  |
| Эстафета 4×200 м вольным стилем  | Санкт-Петербург-1 Алексей Сударев Александр Щёголев Даниил Косенков Алексей Павлов | 6:56,73    | Москва-1 Пётр Жихарев Михаил Довгалюк Николай Колесников Даниил Шаталов                  | 6:58,57  | Самарская область Александр Кудашев Георгий Злотников Кирилл Зиновьев Дмитрий Жаворонков  | 7:05,22  |
| Комбинированния эстафета 4×50 м  | Санкт-Петербург-1 Мирон Лифинцев Кирилл Пригода Роман Шевляков Евгений Волынский   | 1:32,17    | Москва-1 Климент Колесников Максим Троценко Пётр Жихарев Владислав Гринёв                | 1:32,52  | Калужская область Дмитрий Савенко Андрей Николаев Максим Голубев Владислав Герасименко    | 1:35,11  |
| Комбинированния эстафета 4×100 м | Санкт-Петербург-1 Мирон Лифинцев Кирилл Пригода Роман Шевляков Егор Корнев         | 3:20,62    | Москва-1 Климент Колесников Данил Семьянинов Пётр Жихарев Владислав Гринёв               | 3:24,72  | Новосибирская область-1 Данил Закожурников Сергей Звонов Михаил Антипов Максим Абловацкий | 3:29,67  |

### Женщины
| Дисциплины                       | Золото                                                                                   | Золото   | Серебро                                                                                   | Серебро  | Бронза                                                                                              | Бронза   |
| -------------------------------- | ---------------------------------------------------------------------------------------- | -------- | ----------------------------------------------------------------------------------------- | -------- | --------------------------------------------------------------------------------------------------- | -------- |
| 50 м вольным стилем              | Арина Суркова Новосибирская область                                                      | 23,78    | Дарья Трофимова Новосибирская область                                                     | 24,11    | Алина Гайфутдинова Калужская область                                                                | 24,25    |
| 100 м вольным стилем             | Дарья Клепикова Воронежская область                                                      | 52,03    | Дарья Трофимова Новосибирская область                                                     | 52,19    | Яна Шакирова Санкт-Петербург                                                                        | 52,98    |
| 200 м вольным стилем             | Дарья Клепикова Воронежская область                                                      | 1:54,47  | Дарья Трофимова Новосибирская область                                                     | 1:54,61  | Ксения Мишарина Москва                                                                              | 1:55,90  |
| 400 м вольным стилем             | Софья Дьякова Татарстан                                                                  | 4:02,12  | Анастасия Саратова Воронежская область                                                    | 4:07,45  | Арина Пантина Тульская область                                                                      | 4:07,79  |
| 800 м вольным стилем             | Ксения Мишарина Москва                                                                   | 8:17,01  | Софья Дьякова Татарстан                                                                   | 8:19,36  | Маргарита Ершова Волгоградская область                                                              | 8:29,66  |
| 1500 м вольным стилем            | Ксения Мишарина Москва                                                                   | 15:45,72 | Анастасия Кувычко Волгоградская область                                                   | 16:07,40 | Александра Хайлова Санкт-Петербург                                                                  | 16:08,19 |
|                                  |                                                                                          |          |                                                                                           |          | |          |
| 50 м на спине                    | Мария Осетрова Белгородская область                                                      | 26,51    | Арина Хитёва Самарская область                                                            | 26,53    | Милана Степанова Санкт-Петербург                                                                    | 26,66    |
| 100 м на спине                   | Елизавета Агапитова ХМАО-Югра                                                            | 57,94    | Милана Степанова Санкт-Петербург Алина Гайфутдинова Калужская область                     | 57,99    | |          |
| 200 м на спине                   | Милана Степанова Санкт-Петербург                                                         | 2:05,20  | Елизавета Агапитова ХМАО-Югра                                                             | 2:05,76  | Дарья Зарубенкова Новосибирская область                                                             | 2:07,32  |
|                                  |                                                                                          |          |                                                                                           |          | |          |
| 50 м брассом                     | Евгения Чикунова Санкт-Петербург                                                         | 29,74    | Ралина Гилязова Татарстан                                                                 | 30,02    | Юлия Ефимова Москва                                                                                 | 30,34    |
| 100 м брассом                    | Евгения Чикунова Санкт-Петербург                                                         | 1:04,07  | Юлия Ефимова Москва                                                                       | 1:05,28  | Ралина Гилязова Татарстан                                                                           | 1:05,84  |
| 200 м брассом                    | Евгения Чикунова Санкт-Петербург                                                         | 2:17,89  | Юлия Ефимова Москва                                                                       | 2:22,13  | Виталина Симонова Новосибирская область                                                             | 2:22,29  |
|                                  |                                                                                          |          |                                                                                           |          | |          |
| 50 м баттерфляем                 | Арина Суркова Новосибирская область                                                      | 25,07    | Дарья Татаринова Санкт-Петербург                                                          | 25,66    | Мария Осетрова Белгородская область                                                                 | 25,80    |
| 100 м баттерфляем                | Арина Суркова Новосибирская область                                                      | 56,34    | Дарья Клепикова Воронежская область                                                       | 56,36    | Светлана Чимрова Санкт-Петербург                                                                    | 57,71    |
| 200 м баттерфляем                | Светлана Чимрова Санкт-Петербург                                                         | 2:08,34  | Анастасия Колпакова Татарстан                                                             | 2:09,69  | Дарья Рогожинова Московская область                                                                 | 2:10,51  |
|                                  |                                                                                          |          |                                                                                           |          | |          |
| 100 м комплекс                   | Виктория Машкина Приморский край                                                         | 59,65    | Яна Шакирова Санкт-Петербург                                                              | 59,74    | Ирина Звягинцева Санкт-Петербург                                                                    | 59,80    |
| 200 м комплекс                   | Яна Шакирова Санкт-Петербург                                                             | 2:09,08  | Ирина Звягинцева Санкт-Петербург                                                          | 2:09,80  | Дарья Трофимова Новосибирская область                                                               | 2:10,56  |
| 400 м комплекс                   | Виктория Блинова Удмуртия                                                                | 4:32,59  | Ирина Звягинцева Санкт-Петербург                                                          | 4:33,85  | Дарья Рогожинова Московская область                                                                 | 4:38,31  |
|                                  |                                                                                          |          |                                                                                           |          | |          |
| Эстафета 4×50 м вольным стилем   | Москва-1 Мария Полещук Алиса Захарова Анна Комарова Дарья Муллакаева                     | 1:38,18  | Санкт-Петербург-1 Яна Шакирова Милана Степанова Дарья Сурушкина Александра Курилкина      | 1:38,19  | Новосибирская область-1 Анастасия Дуплинская Анита Грищенко Виктория Старостина Дарья Трофимова     | 1:39,99  |
| Эстафета 4×100 м вольным стилем  | Санкт-Петербург-1 Александра Курилкина Яна Шакирова Дарья Сурушкина Александра Кузнецова | 3:34,31  | Новосибирская область-1 Арина Суркова Мария Горскова Анастасия Дуплинская Дарья Трофимова | 3:35,71  | Москва-1 Алиса Захарова Дарья Муллакаева Мария Полещук Анна Комарова                                | 3:36,19  |
| Эстафета 4×200 м вольным стилем  | Татарстан-1 Анастасия Колпакова Дарья К. Устинова Софья Дьякова Валерия Саламатина       | 7:49,58  | Санкт-Петербург-1 Ирина Звягинцева Валерия Козлова Дарья Сурушкина Яна Шакирова           | 7:53.29  | Воронежская область-1 Анастасия Саратова Александра Цветковская Евгения Садовникова Дарья Клепикова | 7:55.83  |
| Комбинированния эстафета 4×50 м  | Санкт-Петербург-1 Рената Гайнуллина Ирина Шваева Дарья Татаринова Александра Курилкина   | 1:49,51  | Красноярский край Анастасия Осипенко Анна Ганус Александра Рогова Владлена Косарева       | 1:50,58  | Новосибирская область-1 Дарья Зарубенкова Виктория Старостина Арина Суркова Анита Грищенко          | 1:51,22  |
| Комбинированния эстафета 4×100 м | Санкт-Петербург-1 Милана Степанова Яна Шакирова Светлана Чимрова Александра Кузнецова    | 3:55,84  | Москва-1 Дарья Васькина Юлия Ефимова Анастасия Журавлёва Дарья Муллакаева                 | 3:57,84  | Санкт-Петербург—2 Софья Шахова Мария Сушилова Ксения Суслякова Анна Селезнёва                       | 4:03,39  |

### Смешанные дисциплины
| Дисциплины                      | Золото                                                                              | Золото  | Серебро                                                                              | Серебро | Бронза                                                                    | Бронза  |
| ------------------------------- | ----------------------------------------------------------------------------------- | ------- | ------------------------------------------------------------------------------------ | ------- | ------------------------------------------------------------------------- | ------- |
| Эстафета 4×50 м вольным стилем  | Новосибирская область-1 Даниил Марков Арсений Десятов Арина Суркова Дарья Трофимова | 1:29,56 | Санкт-Петербург-1 Егор Корнев Роман Шевляков Дарья Татаринова Милана Степанова       | 1:31,32 | Москва-1 Климент Колесников Владислав Гринёв Алиса Захарова Анна Комарова | 1:31,89 |
| Комбинированния эстафета 4×50 м | Санкт-Петербург Мирон Лифинцев Кирилл Пригода Дарья Татаринова Александра Кузнецова | 1:37,51 | Новосибирская область Данил Закожурников Сергей Звонов Арина Суркова Дарья Трофимова | 1:38,93 | Москва Климент Колесников Пётр Жихарев Юлия Ефимова Мария Полещук         | 1:39,09 |